# ژیان‌مرغ بیشه پرحنایی
ژیان‌مرغ بیشه پرحنایی (نام علمی: Cnemarchus rufipennis) گونه‌ای از پرندگان تیرهٔ ژیان‌مرغان (Tyrannidae) است که بیشتر در آرژانتین، بولیوی و پرو با تعداد کمی رکورد در شیلی یافت می‌شود. زیستگاه طبیعی آن جنگل‌های کوهستانی نمناک نیمه‌گرمسیری یا گرمسیری و درختچه‌زارهای نیمه‌گرمسیری یا گرمسیری با ارتفاع زیاد است.